# Auguste François Brohon
Auguste François Brohon est un homme politique français né le 31 octobre 1760 à Coutances (Manche) et décédé le 20 février 1799 à Cérences (Manche).
Il est le fils de Jacques Brohon (1730-1804), seigneur de la Hogue, et de Guillemette Gosselin.
Lieutenant général civil et criminel du bailliage de Cérences sous l'Ancien régime, il est élu député de la Manche le 24 germinal an V. Il est invalidé lors du coup d’État du 18 fructidor an V.